# Koczniewka
Koczniewka (ros. Кочневка) – wieś (sieło) w Rosji, w obwodzie nowosybirskim, w rejonie tatarskim. W 2010 liczyła 435 mieszkańców.